# Emeiprakttimalia
Emeiprakttimalia (Liocichla omeiensis) är en asiatisk tätting i familjen fnittertrastar. Den förekommer endast i ett litet bergsområde i sydvästra Kina. Arten är fåtalig och tros minska i antal. Den anses därför vara utrotningshotad, av IUCN placerad i kategorin sårbar (VU).

## Utseende och läte
Emeiprakttimalian är en 20,5 cm lång grå- och olivfärgad tätting med tydliga röda vingfläckar. Hanen är orangeröd på undre stjärttäckarna och stjärtspetsen, den senare gul hos honan. Huvudsidan är huvudsakligen grå. Sången en dalande och musikaliskt visslande serie: "w'yii-i w'yii-u w'yiiwi w'yii-u".

## Utbredning och systematik
Fågeln förekommer endast i sydvästra Kina, i bergsområdet Emeishan i centrala Sichuan. Den behandlas som monotypisk, det vill säga att den inte delas in i några underarter.

## Levnadssätt
Emeiprakttimalian förekommer sommartid i par eller små grupper i undervegetationen i bergsbelägna skogar, buskmarker och bambusnår på mellan 1400 och 2400 meters höjd. Vintertid rör den sig till lägre regioner till busk- och örtrika miljöer på mellan 500 och 1400 mters höjd. Häckningen sker från slutet av april till slutet av augusti. Födan består av frukt och ryggradslösa djur.

## Status och hot
Emeiprakttimalian har ett mycket litet och fragmenterat utbredningsområde och en liten världspopulation bestående av endast 1 500–7 000 vuxna individer. Den minskar dessutom i antal till följd av habitatförstörelse. Internationella naturvårdsunionen IUCN kategoriserar därför arten som sårbar (VU).